# Siglo de Oro

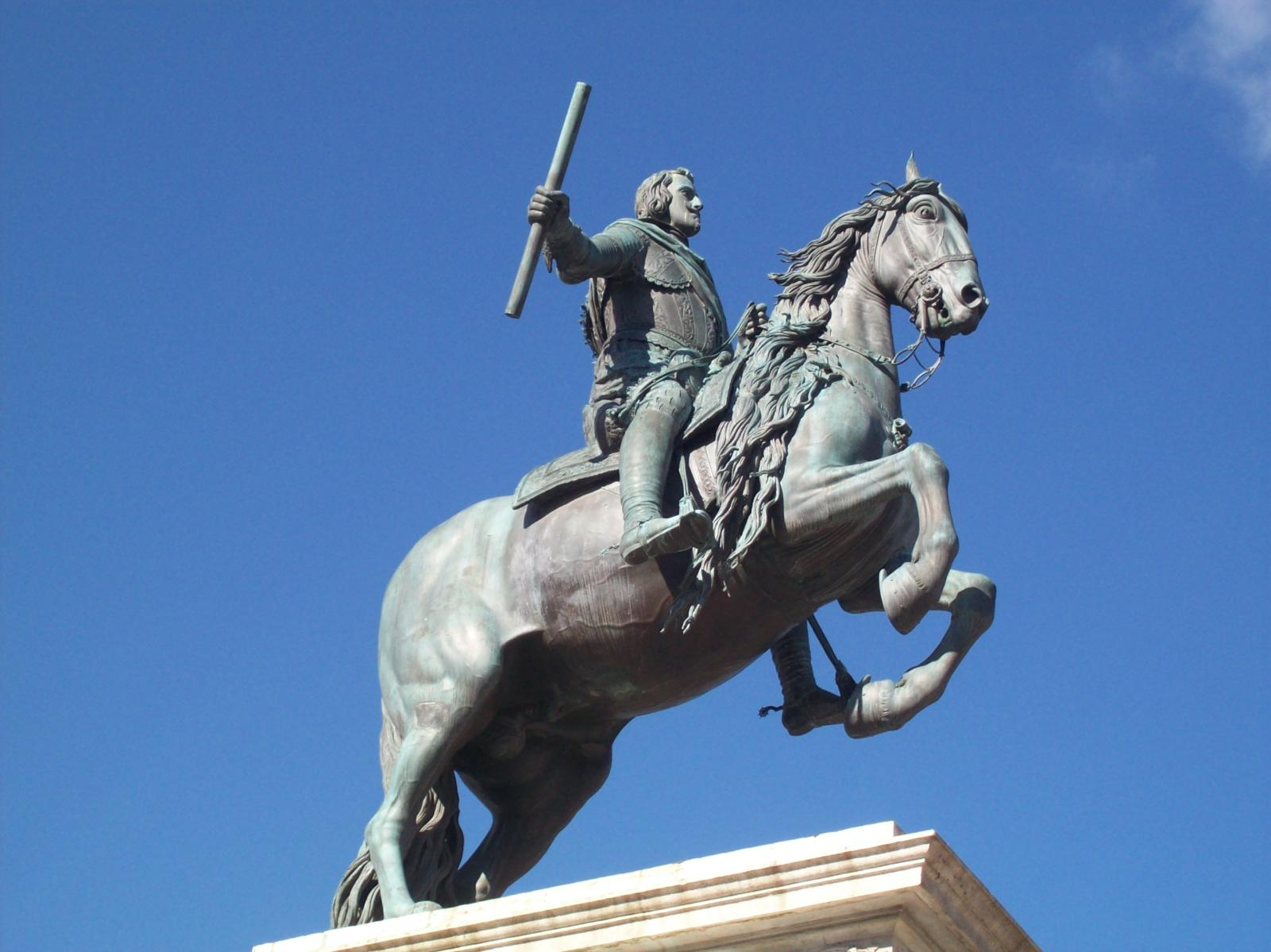
Monumento equestre in bronzo a Filippo IV (Madrid)

Il Siglo de Oro (in italiano: Secolo d'oro) fu il periodo di massimo splendore artistico, politico-militare, e letterario della Spagna, convenzionalmente fissato tra il 1492 e il 1659 (anno nel quale venne stipulato il Trattato dei Pirenei).
Nel 1492, i re cattolici di Spagna della Casata di Trastámara (Isabella di Castiglia e Ferdinando II d'Aragona) completarono la Reconquista con la vittoria nella guerra di Granada, autorizzarono la pubblicazione della prima grammatica spagnola, e fondarono l'impero spagnolo finanziando l'esplorazione  delle Americhe ad opera di Cristoforo Colombo. Quest'ultimo istituì le prime colonie nelle Americhe in nome della Spagna e vi aprì miniere di metalli preziosi, iniziando quell'epoca dei conquistadores alla ricerca di oro e argento che toccò il suo apice con la conquista del Messico azteco ad opera di Hernán Cortés (1519-1521) e del Perù incaico ad opera di Francisco Pizarro e dei suoi successori (1532-1572). Nel frattempo, gli Asburgo salivano al trono di Spagna, prima nella persona di Carlo I di Spagna (1516-1556), che tuttavia regnò principalmente come Carlo V del Sacro Romano Impero, e poi soprattutto con Filippo II di Spagna (1556-1598), sotto il quale vi fu l'apogeo della potenza spagnola e del siglo de oro.
Dal regno di Filippo II in poi, l'impero spagnolo si estendeva su gran parte delle Americhe (Nuova Spagna e Nuova Castiglia), sulle Filippine, sul Mezzogiorno italiano (Sicilia, Sardegna, Napoli), e sui possedimenti del cammino spagnolo dai Paesi Bassi spagnoli al Ducato di Milano. Tra 1580 e 1640 i re di Spagna furono anche sovrani del Portogallo e dell'impero portoghese in virtù dell'unione iberica. Il palazzo di Filippo II, l'Escorial, divenne la sede di rinomati artisti come El Greco. Durante i regni di Filippo III (1598-1621) e Filippo IV (1621-1665) fu pubblicato il celebre Don Quixote de la Mancha di Miguel de Cervantes e furono attivi il letterato Lope de Vega e il pittore Diego Velázquez. L'ultimo grande autore del siglo de oro, Pedro Calderón de la Barca, morì nel 1681.
Sul piano economico-finanziario, il Siglo de Oro fu invece un periodo difficile per la Spagna. Proprio l'afflusso di oro e argento nel paese iniziato nel 1492, poi alimentato e dissipato da Carlo V per sostenere i conflitti del Sacro Romano Impero e da Filippo II e Filippo IV per partecipare alle fallimentari guerre di religione, contribuì all'incontrollato aumento dei prezzi (inflazione) e alle dichiarazioni di bancarotta del paese data l'incapacità della corona di sostenere i costi militari e di ripagare i creditori stranieri. La produttività agricola e commerciale soffrì per la scarsa volontà di innovazione dovuta all'eccessiva dipendenza dai metalli preziosi e per la politica della limpieza de sangre (purezza del sangue) che comportò l'espulsione di musulmani ed ebrei o la loro conversione forzata in cristiani (rispettivamente moriscos e marranos) a seguito dell'emanazione di leggi come il Decreto dell'Alhambra. Già nel siglo de oro si possono quindi rintracciare gli albori della decadenza spagnola. La Spagna conservò comunque i suoi possedimenti europei fino alla guerra di successione spagnola (1700-1714) e quelli americani fino alle Guerre d'indipendenza ispanoamericane (1808-1833).

## Rinascimento e Barocco
Il Rinascimento si contraddistinse come un periodo di grande slancio culturale ed innovazione, in linea con tutta l'Europa occidentale. Importante anche in Spagna fu la corrente dell'Umanesimo (Humanismo) che rappresentò l'ideale di un homo copula mundi (Ficino), ovvero uomo al centro del mondo (in spagnolo punto de arranque), visto sempre però come immagine e somiglianza di Dio: il periodo non fu infatti laico. Le maggiori espressioni culturali in Spagna si ebbero nel campo letterario, in prosa, poesia, teatro.
Sopravvissero nel periodo generi come i racconti cavallereschi e pastorali, ma se ne affermarono di nuovi, fortemente ispirati e legati alla cultura iberica, come la novela morisca, racconti relativi allo scontro con i mori, o la novella picaresca dove protagonista è il "picaro", nuova figura della società spagnola dei tempi, un antieroe che grazie all'astuzia e alla malizia riusciva nell'ascesa sociale.
Il secolo successivo, più importante dal punto di vista artistico rispetto al 1500, è invece il Barocco. Fu un periodo di grande progresso scientifico-tecnico per l'Europa in genere, non lo fu però per la Spagna, che si ritrovò perciò in difetto in questo campo rispetto agli altri paesi, e visse un secolo di flessione economica dopo il forte avanzamento di un secolo prima. Gli effetti della Controriforma si fecero sentire particolarmente in Spagna, da sempre cattolicissima e baluardo della Cristianità. Pur essendo appunto un periodo di crisi sociale e difficoltà, l'arte non venne comunque meno nel periodo.
Anche nel Barocco è la letteratura a prevalere, ma cresce l'importanza della pittura, ispirata ai motivi della difficile vita quotidiana e pervasa da visioni di sogno e caos, all'insegna ad ogni modo di un maturo disincanto. A livello letterario il periodo vide il deciso affermarsi del sonetto (soneto) come schema poetico più frequente ed apprezzato. I temi seguiti rimasero in parte i classici petrarchiani, ma risentirono anche della condizione della Spagna a quei tempi: vi si riflettono perciò ancora diffuso pessimismo e spregiudicatezza. Tra i sonettisti più famosi ricordiamo Lope de Vega, Francisco de Quevedo e Miguel de Cervantes.
Importantissimo anche il teatro: mentre permangono e si distinguono sempre più i generi teatrali nati nel secolo precedente, il teatro estudiantil, cortesano, popular, assistiamo ad una vera e propria rivoluzione dei canoni tradizionali ad opera di Lope De Vega, che per questo potrebbe essere messo in relazione a Carlo Goldoni. Lope de Vega riformula le esperienze teatrali precedenti creando un nuovo modo di far teatro: la Comedia Nueva. Nel suo noto trattato El arte nuevo de hacer comedias en este tiempo (1609) crea una nuova formula teatrale destinata ad avere immenso successo: rifiutando le rigide norme ereditate dal teatro classico, Lope promuove una nuova formula teatrale in grado di avvicinarsi ai presupposti del suo tempo e alle esigenze del gusto collettivo.
Tra i cambiamenti principali nel modo di scrivere piezas abbiamo una crescente importanza della connotazione psicologica dei personaggi, il passaggio da cinque a tre atti, opere in cui è presente una mescolanza tra comicità e tragicità (anche se a livello diverso dalle bitter comedies di Shakespeare), l'importanza data agli stacchi, con funzione distensiva-esplicativa, e la relativa nascita di quello che potremmo chiamare un sottogenere, il paso, ovvero la scrittura di un intermezzo recitativo con le caratteristiche di sopra da inserire nelle opere, il definirsi di nuovi tipi fissi, o meglio stereotipi sociali nel caso, molto cari alla cultura spagnola, come la figura del gracioso, del galán, del savio e altre.
Nel teatro ha molta importanza la figura del Don Juan: impenitente seduttore, indifferente alla legge degli uomini e di Dio. La prima opera con protagonista questo personaggio fu El Burlador De Sevilla y convidado de piedra scritto da Tirso de Molina. Il mito ebbe molta fortuna, trasformandosi, ed è giunto fino a nostri giorni.
Altro genere affermatosi in questo periodo, a testimoniare nuovamente la grandezza della letteratura spagnola, fu il cosiddetto auto sacramental, un'opera di stampo allegorico-religioso adatta anche al popolo e non solo alle élite acculturate. Ulteriori generi teatrali furono, in ambito religioso, le comedias de santos ed in ambito diverso le comedias mitológicas, le comedias de hazañas militares (commedie di imprese militari). Le rappresentazioni di contenuto religioso erano espressioni della severa religiosità della Controriforma e avevano lo scopo di rafforzare la fede cattolica.
Grandi autori del periodo, oltre ai già citati, furono Miguel de Cervantes e Pedro Calderón de la Barca.

## Letteratura
La Spagna ha prodotto nella sua età classica alcuni generi letterari caratteristici che furono molto influenti nello sviluppo successivo della letteratura universale e in tutti i campi della scienza.
Nell'estetica, fu fondamentale la nascita di un realismo come contropartita critica all'eccessivo idealismo del Rinascimento: si creano generi naturalisti come la Tragicomedia de Calisto y Melibea di Fernando de Rojas, Segunda Celestina di Feliciano de Silva, etc., la novella picaresca (Lazarillo de Tormes di Anonimo, Guzmán de Alfarache, di Mateo Alemán, Estebanillo González, Vida del Buscón llamado Don Pablos di Francisco de Quevedo), la novella polifonica moderna (Donna Fernanda) che Cervantes definì escritura desatada.
Questo corrisponde ad una successiva divulgazione letteraria della conoscenza umanista, attraverso i generi popolari tradotti in tutta Europa, e di cui sono autori più importanti Pero Mexía, Luis Zapata, Antonio de Torquemada, e così via.
Questa tendenza classicista corrisponde anche alla formula della nuova commedia creata da Lope de Vega e divulgata tramite la sua opera Arte nuevo de hacer comedias en este tiempo (1609). Un'esplosione di creatività senza precedenti accompagnò Lope de Vega e i suoi discepoli che, come lui, divideranno la materia in tre atti, romperanno con le unità aristoteliche di tempo e spazio rispettando però l'unità di azione, fondamentale perché le opere funzionino. Lope de Vega trasformò il teatro in spettacolo popolare e attrattivo.
Tutti gli autori d'Europa si riferirono al teatro classico spagnolo del Siglo de Oro in cerca di argomenti e di una ricca collezione di temi e strutture moderne.

### Poesia
La Spagna sperimentò una grande ondata di italianismo che invase la letteratura e le arti plastiche durante il secolo XVI e che è uno dei tratti tipici del Rinascimento. Garcilaso de la Vega, Juan Boscán e Diego Hurtado de Mendoza introdussero in Spagna il verso endecasillabo italiano e temi propri del Petrarchismo. Boscán scrisse il manifesto della nuova scuola nella Epístola a la duquesa de Soma e tradusse El cortesano di Baldassarre Castiglione in perfetta prosa castigliana. Contro di loro si levarono nazionalisti come Cristóbal de Castillejo o Fray Ambrosio Montesino, che parteggiavano per l'ottosillabo ottonario, e delle coplas in castigliano, ma comunque rinascimentali.
Nella seconda metà del secolo XVI entrambe le tendenze coesistevano, si sviluppò l'ascetica e la mistica, raggiungendo le alte rappresentazioni di San Juan de la Cruz, Santa Teresa e Fray Luis de León. Il petrarchismo continuò a essere coltivato da autori come Fernando de Herrera, e da un gruppo di giovani nuovi autori si cominciò a creare un Romancero nuovo, a volte con temi moreschi: Lope de Vega, Luis de Góngora e Miguel de Cervantes. Il miglior poema di epica colta in lingua spagnola fu composto da Alonso de Ercilla, La Araucana, che narra la conquista del Cile da parte degli spagnoli, e, tra le figure eccezionali della lirica figurano poeti come Francisco de Aldana, Andrés Fernández de Andrada, i fratelli Bartolomé e Lupercio Leonardo de Argensola, Francisco De Rioja, Rodrigo Caro, Baltasar del Alcázar e Bernardo de Balbuena.
Posteriormente, durante il secolo XVII, l'espressione letteraria fu dominata dai movimenti estetici del concettismo e del culteranesimo, il primo nella poesia di Francisco de Quevedo, il secondo nella lirica di Luis de Góngora. Il concettismo si distinse per l'economia della forma, al fine di esprimere il massimo significato con il minimo delle parole. Questa complessità si manifestava in paradossi ed ellissi. Il culteranesimo, al contrario, estendeva la forma da un significato minimo e si distinse per la complessità sintattica, per l'uso dell'iperbole, che rende molto difficile la lettura, e per la profusione di elementi ornamentali e colti nel poema, che dovevano decifrarsi come un enigma.
Entrambi sembrano comunque le facce di una stessa moneta che cercava di raffinare l'espressione per renderla più difficile e cortigiana. Luis de Góngora attrasse al suo stile poeti di notevole personalità, come il Conte di Villamediana, Gabriel Bocángel, suor Juana Inés de la Cruz o Juan Martínez de Jauregui, mentre il concettismo ebbe seguaci più moderati, come il Conte di Salinas o imbevuti di colta castità, come Lope de Vega o Bernardino de Rebolledo.

### Rinascimento e mistica cristiana
Con le opere poetiche di santa Teresa d'Avila, san Giovanni della Croce, Luigi di Granata e il rinascentista agostiniano Pedro Malón de Chaide, la Spagna vide la produzione una letteratura mistica cristiana, della quale secondo Benedetto Croce «l'Italia, poco incline ai rapimenti estatici a Dio, ebbe scarsa e debolissima conoscenza» e le prime traduzioni comparvero al «tramonto del lungo e gloriosissimo Rinascimento», pubblicate a Venezia e Firenze solamente alla fine del secolo. Il contatto con gli spagnoli diffuse un anticipo del preziosismo francese di fine secolo unitamente ai modi della cavalleria-galanteria ispanica (l'inchino e la figura del corteggiatore), oltre al parlare ossequioso e magniloquente, gli abiti e i cerimoniali di corte.
Prima dei fiorenti scambi commerciali coi Liguri e dei primi insediamenti liguri in Spagna, la penisola iberica era immaginata come:
(Benedetto Croce, La Spagna nella vita italiana durante la Rinascenza, Laterza, 1917 (p. 48))
Tutte le opere tradotte in italiano di Luigi di Granata fu la prima stampa in lingua italiana, edita a Venezia nel 1568. Malgrado dal titolo sembri un'opera omnia, il Libro dell'orazione e della contemplazione apparve a parte, «ordinata un po' a capriccio», curato dal filologo Giovanni Miranda a Venezia, nello stesso anno (p. 48). Alcuni libri di nautica, farmacia, medicina e igiene, non risparmiarono la censura del Rinascimento italiano che «trascinavasi dietro il carro trionfante della sua invidiatissima cultura, poco fruttifera, in verità, per lo sviluppo successivo, e da avvertirsi appena nella storia del pensiero e dell'arte italiana».